# Birutė Vėsaitė

Birutė Vėsaitė, 2024

Birutė Vėsaitė (* 19. August 1951 in Kaunas) ist eine litauische Politikerin, Mitglied des Seimas, ehemalige Wirtschaftsministerin (2012–2013), seit November 2024 Abgeordnete des 14. Seimas.

## Leben
Nach dem Abitur 1967 an der Jonas-Jablonskis-Mittelschule Kaunas absolvierte Vėsaitė 1974 ein Diplomstudium der Chemietechnologie am Kauno politechnikos institutas und ab 1980 ein Studium der Anglistik an der Vilniaus universitetas. 1982 promovierte sie am Textilinstitut Leningrad. Von 1974 bis 1984 war sie Ingenieurin, von 1984 bis 1990 Assistentin an der Lietuvos veterinarijos akademija, von 1990 bis 2000 Dozentin am Lehrstuhl für Chemie sowie Dozentin an der Kauno technologijos universitetas.
Von 1997 bis 2000 war sie im Stadtrat von Kaunas.
Seit 2000 ist sie Abgeordnete im Seimas. 2004 war sie kurzzeitig Mitglied des Europäischen Parlaments. Von Dezember 2012 bis Juni 2013 war sie Wirtschaftsministerin Litauens im Kabinett Butkevičius.
Ab 1990 war Birutė Vėsaitė Mitglied der litauischen Sozialdemokraten. Bis 2015 war sie stellvertretende Parteivorsitzende der LSDP, Stellvertreterin von Algirdas Butkevičius.
Am 14. November 2024 leitete sie als  Altersvorsitzende die erste Sitzung im 14. Seimas.